# هجوم نهر العاصي
هجوم نهر العاصي هو عملية عسكرية شنها الجيش العربي السوري ضد المتمردين خلال الحرب الأهلية السورية على الحدود الإدارية لمحافظة حماة ومحافظة حمص، على طول نهر العاصي.

## الهجوم
بدأ الهجوم في 30 ديسمبر 2015، وبحلول 3 يناير، سيطر الجيش على 10–11 قرية في ريف جنوب شرق حماة على طول نهر العاصي، وكان من بينهم جرنية التي تؤدي إلى صحاري محافظة حمص الشرقية. كما أمن التقدم طريق حماة-السلمية.
في 11 يناير، تحول تركيز الجيش إلى ريف حماة الجنوبي. وبدأوا بشن هجوم على قرية جرجيسة على الحدود الإدارية بين محافظتي حماة وحمص، وعلى الضفة الشمالية لنهر العاصي. وقبل الهجوم، أصدرت القوات الحكومية موعدا نهائيا للمتمردين للاستسلام، وهو الأمر الذي تم تجاهله. وفي اليوم التالي، استولى الجيش على القرية، وبدأ على الفور قصف قرية حربنفسه التي يسيطر عليها المتمردون، استعدادا لشن هجوم هناك أيضا.
في 13 يناير، استولى الجيش بصورة مؤقتة على حربنفسه، لكنه انسحب بعد 24 ساعة، ووضع نفسه على المشارف الشمالية لها.
في ليلة ما بين 14 و15 يناير، وفي أعقاب القتال العنيف، تم التوصل إلى اتفاق بين القوات الحكومية والمواطنين في دير الفرديس، مما أدى إلى سيطرة الجيش على القرية. وفي الوقت نفسه، وقعت اشتباكات عنيفة حول حربنفسه، حيث تقدم الجيش في المنطقة. وكان تقدم القوات الحكومية على مدى الأيام العديدة الماضية قد قطع خطوط إمداد المتمردين إلى مدينة الرستن والمنطقة المحيطة بها.
في 18 يناير، دخل الجيش مرة أخرى الجزء الشمالي من حربنفسه. وفي اليوم نفسه، نشر المتمردون الاسلاميون صورا على وسائل التواصل الاجتماعي لجنود مقطوعي الرأس في القرية المتنازع عليها. وفي اليوم التالي، أفادت التقارير بأن المتمردين استولوا على نقطة تفتيش لمعمل البشاكير في ضواحي حربنفسه. وفي 20 يناير، جدد الجيش هجومه واستولى على منطقة المداجن الواقعة شمال حربنفسه، بينما أفيد أيضا بأنه يتقدم إلى الجزء الجنوبي من قرية الزارة المجاورة.
أدى الهجوم إلى عزل 120 ألف شخص في الجزء الشمالي من محافظة حمص، وفقا للأمم المتحدة، مما أدى إلى زيادة الجوع ووفاة المرضى بسبب نقص الرعاية الطبية.